# ロードタウン
ロードタウン（英: Road Town）は、カリブ海地域にあるイギリス領ヴァージン諸島の首府である。トルトラ島の南側の湾であるロードハーバーにあり、クルーズ船やヨットの停泊地となっていて、小さな町だが観光が盛んである。人口は2018年、約15,000人である。

## 概要
トルトラ島は砂糖のプランテーションおよびカリブ海地域における砂糖貿易の中心として開発され、ロードタウンの町が造られた。しかし1834年に製糖業は低下し、1880年代までの暴落で引張られた金融会社および銀行が沖合いの交換の場所を確立し始めたときに下った。 同時に、イギリス領ヴァージン諸島は観光地として開発され、ロードタウンはイギリス領ヴァージン諸島の首都となった。

## 気候
イギリス領ヴァージン諸島は貿易風により少し和らいだ熱帯気候である。気温は年間ほぼ一定で、首都のロードタウンも最高気温は夏季は32℃、冬季は29℃くらいが典型的。最低気温も夏季は24℃、冬季は21℃くらいである。降水量は月によって違うがおおよそ年間1150mmで、丘陵部は多く海岸部は少ない。降水量の多いのは9月から11月で、少ないのは2月から3月である。ハリケーンも6月から11月にときどき島を襲う。
| ヴァージン・ゴルダ島の気候 | ヴァージン・ゴルダ島の気候 | ヴァージン・ゴルダ島の気候 | ヴァージン・ゴルダ島の気候 | ヴァージン・ゴルダ島の気候 | ヴァージン・ゴルダ島の気候 | ヴァージン・ゴルダ島の気候 | ヴァージン・ゴルダ島の気候 | ヴァージン・ゴルダ島の気候 | ヴァージン・ゴルダ島の気候 | ヴァージン・ゴルダ島の気候 | ヴァージン・ゴルダ島の気候 | ヴァージン・ゴルダ島の気候 | ヴァージン・ゴルダ島の気候 |
| 月                         | 1月                        | 2月                        | 3月                        | 4月                        | 5月                        | 6月                        | 7月                        | 8月                        | 9月                        | 10月                       | 11月                       | 12月                       | 年                         |
| -------------------------- | -------------------------- | -------------------------- | -------------------------- | -------------------------- | -------------------------- | -------------------------- | -------------------------- | -------------------------- | -------------------------- | -------------------------- | -------------------------- | -------------------------- | -------------------------- |
| 最高気温記録 °C （°F）     | 33 (91)                    | 32 (89)                    | 32 (89)                    | 35 (95)                    | 34 (93)                    | 35 (95)                    | 35 (95)                    | 36 (96)                    | 35 (95)                    | 33 (92)                    | 33 (91)                    | 31 (87)                    | 36 (96)                    |
| 平均最高気温 °C （°F）     | 26 (79)                    | 27 (80)                    | 28 (82)                    | 29 (84)                    | 29 (85)                    | 30 (86)                    | 31 (87)                    | 31 (87)                    | 30 (86)                    | 29 (85)                    | 28 (82)                    | 27 (80)                    | 28.8 (83.6)                |
| 平均最低気温 °C （°F）     | 20 (68)                    | 19 (67)                    | 20 (68)                    | 21 (69)                    | 22 (71)                    | 23 (73)                    | 23 (73)                    | 23 (73)                    | 23 (73)                    | 22 (72)                    | 22 (71)                    | 21 (69)                    | 21.6 (70.6)                |
| 最低気温記録 °C （°F）     | 17 (62)                    | 16 (60)                    | 16 (60)                    | 17 (62)                    | 18 (64)                    | 18 (65)                    | 19 (66)                    | 19 (66)                    | 16 (61)                    | 18 (64)                    | 17 (63)                    | 16 (60)                    | 16 (60)                    |
| 降水量 mm （inch）         | 74.2 (2.92)                | 63.2 (2.49)                | 55.4 (2.18)                | 84.6 (3.33)                | 116.6 (4.59)               | 70.6 (2.78)                | 83.1 (3.27)                | 112 (4.4)                  | 156 (6.14)                 | 133.4 (5.25)               | 178.8 (7.04)               | 112 (4.4)                  | 1,239.9 (48.79)            |
| 出典：Intellicast          |                            |                            |                            |                            |                            |                            |                            |                            |                            |                            |                            |                            |                            |

## 交通と観光
ロードタウンはカリブ海地域におけるベアボート（自身でヨットをチャーターする）の中心地である。ヨットのチャーター会社がいくつもロードタウンにあり、クルーズ船も数多く停泊している。ロードタウンの港湾はフェリーの多くが立ち寄る人気の場所で、フェリーターミナルはロードタウンの北西の端にあった。フェリーは毎日運航しているが夜間は少ないため、事前に運航スケジュールを確認する必要がある。
イギリス領ヴァージン諸島唯一の主要空港であるテランス・B・レットサム国際空港は、ロードタウンから車ですぐのビーフ島にある。レットサム国際空港は短距離航路しかなく、長距離航路は近隣のアメリカ領ヴァージン諸島のシリル・E・キング空港から飛んでいる。
トルトラ島で「バス」と呼ばれている交通手段は、大型のヴァンや荷台に幌とベンチシートが設置されたトラックで、「サファリ」と呼ばれている。島内ではタクシーより安い交通手段として便利である。

## 歴史
1834年8月1日に、イギリスの奴隷廃止法がサンデイ・モーニング・ウェル（Sunday Morning Well、現在は史跡となっている）で読み上げられ、 5,133人の黒人奴隷が解放された。
1853年、町全体を襲う火事でロードタウンのほとんどの建物が焼失。畜牛税増税に抗議する群衆により大火が拡がり、島中のプランテーション農園にも放火された。
2017年9月4日、強力なハリケーン、熱帯低気圧のハリケーン・イルマがイギリス領ヴァージン諸島を襲い、大きな被害を出した。

## ギャラリー
- トルトラ島ロードタウンのウォーターフロント・ドライブの内陸部
- 旧政庁舎
- メインストリート
- ハーニー・ウェストウッド&リーゲルズ
- 旧王国監獄
- イギリス領ヴァージン諸島議事堂
- 旧中央郵便局
- コニヤーズ・ディル&ペアマン、コロンビアン・エメラルド
- bモバイルイギリス領ヴァージン諸島本社
- メインストリートの店舗
- サファリ・バス
- ロードタウンフェリーターミナルに入向かうフェリー